# خطيب وعلمي
شركة خطيب وعلمي هي شركة هندسية عالمية تعمل في مجال الاستشارات والتصميمات الهندسية وإدارة المشروعات، وهي مصنفة رقم 40 على مستوى العالم طبقا لإحصائيات عام 2017 

## تاريخ
في عام 1959 م وضع البروفسيور منير خطيب الأساس لشركة هندسية في بيروت باسم شركة منير خطيب وشركاه والتي تم تغيير اسمها في فبراير 1964 م إلى شركة خطيب وعلمي بعد الشراكة التي تمت مع الدكتور زهير العلمي.
وحاليا يبلغ عدد فروع الشركة 32 مكتباً خارجياً على مستوى العالم بعدد موظفين يتجاوز 5000 موظف.
لدى الشركة العديد من المشاريع العملاقة التي نفذتها من فنادق وتخطيط مدن وبنى تحتية ومتاحف على مستوى العالم.
وفازت الشركة بالعديد من الجوائز العالمية لمشاريعها.

## وصلات خارجية
الموقع الرسمي للشركة